# Alagna Valsesia
Alagna Valsesia je italská obec v provincii Vercelli v oblasti Piemont. Území obce sousedí se švýcarským kantonem Valais.
K 31. prosinci 2011 zde žilo 425 obyvatel.

## Sousední obce
Gressoney-La-Trinité (AO), Macugnaga (VB), Rima San Giuseppe, Riva Valdobbia